# Anatolij Konev
Anatolij Konstantinovič Konev (in russo Анатолий Константинович Конев?; Mosca, 10 giugno 1921 – Mosca, 9 novembre 1965) è stato un cestista sovietico.

## Carriera
Con l'Unione Sovietica ha disputato i Giochi olimpici di Helsinki 1952 e quattro edizioni dei Campionati europei (1947, 1951, 1953, 1955).